# کاترین دنت
کاترین دنت (انگلیسی: Catherine Dent؛ زادهٔ ۱۴ آوریل ۱۹۶۵) هنرپیشه اهل ایالات متحده آمریکا است. وی از سال ۱۹۹۱ میلادی تاکنون مشغول فعالیت بوده‌است.
از فیلم‌هایی که وی در آن نقش داشته است، می‌توان به بدل، خیابان کندی کین و خسته اشاره کرد.